# Ga Sam Yaek Bang Yai MRT

Bảng hiệu ga Sam Yaek Bang Yai

Ga Sam Yaek Bang Yai (tiếng Thái: สถานีสามแยกบางใหญ่, phát âm [sā.tʰǎː.nīː sǎːm jɛ̂ːk bāːŋ jàj]) là một ga Bangkok MRT trên  Tuyến Tím. Nhà ga nằm trên đường Rattanathibet ở tỉnh Nonthaburi.